# 300.000 V.K.
300.000 V.K. (« Drei Hundert Tausend Verschiedene Krawalle » en allemand, soit « Trois cent mille émeutes diverses ») est un projet parallèle au groupe de musique industrielle slovène Laibach, plus orienté techno et musique électronique.

## Biographie
300.000 V.K. est fondé en 1981 par un membre du groupe Laibach, Dejan Knez. Cependant 300.000 V.K. ne sort son premier album Paracelsus qu'en 1994, rapidement suivi par Also Sprach Johann Paul II en 1996. Un troisième album Hard Drive inspiré par Bill Gates est publié en 1999. Après une pause de quelques années 300.000 V.K. finalise Titan en 2005. Le groupe réalise également des remixes de chanson de Laibach.
300.000 est une référence à la vitesse de la lumière.

## Discographie
- 1994 : Paracelsus
- 1996 : Also Sprach Johann Paul II
- 1999 : Hard Drive (crédité à Bill Gates + 300.000 V.K.)
- 2005 : Titan
- 2019 : Peter Paradox